# منتخب صربيا لهوكي الجليد للناشئين
منتخب صربيا لهوكي الجليد للناشئين هو ممثل صربيا الرسمي في المنافسات الدولية في هوكي الجليد للناشئين
.